# Astronesthes micropogon
Astronesthes micropogon är en fiskart som beskrevs av Goodyear och Gibbs, 1970. Astronesthes micropogon ingår i släktet Astronesthes och familjen Stomiidae. Inga underarter finns listade.